# Messerschmitt Me 262
Messerschmitt Me 262 Schwalbe (tiếng Đức, nghĩa là Chim nhạn) là máy bay tiêm kích phản lực đầu tiên trên thế giới, do Đức chế tạo. Nó được sản xuất trong chiến tranh thế giới II và được biên chế trong các đơn vị vào năm 1944 với vai trò là máy bay ném bom/trinh sát và máy bay tiêm kích/đánh chặn. Nó được đặt tên chính thức là Schwalbe, bởi vì chim nhạn là một loại chim rất nhanh với tốc độ lao xuống tấn công con mồi và tiêu diệt mục tiêu. Những phi công Đức đặt tên cho nó là Turbo, trong khi quân Đồng minh lại gọi nó là Chim báo bão. Trong chiến tranh, Me 262 chưa phát huy hết vai trò của mình (xấp xỉ 150 máy bay đồng minh bị tiêu diệt cho 100 chiếc Me 262 bị tiêu diệt), nhưng thiết kế của nó lại có ảnh hưởng lớn đến sự phát triển máy bay sau chiến tranh.

## Thiết kế và phát triển
Mặc dù thường được xem như một vũ khí cao cấp cuối cùng, Me 262 đã được phát triển với tên gọi dự án P.1065 trước khi nổ ra chiến tranh thế giới II. Những kế hoạch đầu tiên được trình bày vào tháng 4-1939, và thiết kế gốc rất giống với các máy bay khác được đưa vào phục vụ trong thời gian đó. Việc tiến hành từ thiết kế để sản xuất trang bị đã chậm trễ do thiếu ngân sách, trong khi nhiều quan chức cao cấp nghĩ rằng chiến tranh có thể dễ dàng giành chiến thắng nhờ vào máy bay truyền thống, và vì vậy ngân sách của chính phủ phải để sử dụng sản xuất những máy bay đó.
Loại cánh cụp đã được đề xuất sớm vào năm 1935 bởi Adolf Busemann, và Willy Messerschmitt có đề tài nghiên cứu từ năm 1940. Vào tháng 4-1941, ông ta thực hiện đề xuất một loại cánh cụp 35° (Pfeilflügel II, cánh mũi tên) cho Me 262. Tuy nhiên sự đề xuất này không được thực hiện, ông ta tiếp tục với dự án HG II và HG III, đây là những mẫu máy bay tốc độ cao có thiết kế từ Me 262 vào năm 1944, những máy bay này được thiết kế với cánh cụp góc 35° và 45°. Việc sản xuất Me 262 có một cánh lái với góc 18.5, chủ yếu dùng để cân bằng trọng tâm và không cho kiểu dáng khí động học của cánh bị làm hư hỏng khi đạt đến vận tốc giới hạn (cánh cụp quá mảnh để có được một hình dáng khí động học lý tưởng). Máy bay với thiết kế gốc trước đây có cánh giúp giảm tốc độ và mẫu đầu tiên đến mẫu thứ 4 (Me 262 V1-V4) đã bay với hình dạng này, nhưng nó được khám phá trên một chuyến bay thử nghiệm sớm mà động cơ và cánh "blanked" được dùng làm bộ cánh giữ thăng bằng, nó không giúp cho phi công điều khiển trên mặt đất. Một sự thay đổi là lắp đặt bộ hạ cánh 3 bánh, vào lúc đầu nó được bố trí cố định trên mẫu máy bay thứ 5, sau đó càng bánh được thiết kế để rút vào trong thân trên mẫu thứ 6 và những mẫu tiếp theo.

Me 262 Không quân Đức quốc xã

Những chuyến bay thử nghiệm bắt đầu vào tháng 4-1941, nhưng từ lúc đó động cơ phản lực BMW 003 đã bộc lộ những nhược điểm để có thể lắp ráp trên máy bay, một động cơ cánh quạt loại Junkers Jumo 210 đã được đặt ở đầu mũi máy bay để thử nghiệm khung của máy bay Me 262 cùng với động cơ BMW 003. Khi động cơ BMW 003 cuối cùng bị tháo bỏ để thay thế bằng những động cơ Jumo để giữ an toàn, điều này đã tỏ ra khôn ngoan, khi mà cả hai chiếc gắn động cơ 003 đều gặp tai nạn trong những chuyến bay đầu tiên và phi công khi đổ bộ đã phải dùng động cơ ở mũi để duy trì vận tốc.
Mẫu máy bay thứ 3 đã trở thành một "máy bay phản lực" thật sự khi nó bay vào 18 tháng 7-1942 ở Leipheim gần Günzburg, Đức, phi công là Fritz Wendel. Nó được thử nghiệm bay trong 9 tháng trước khi mẫu máy bay Gloster Meteor của Anh bay chuyến đầu tiên vào 5 tháng 3-1943. Động cơ 003, tỏ ra không đáng tin cậy, nó đã bị thay thế bởi những động cơ Junkers Jumo 004 sẵn có. Những chuyến bay tiếp tục trong năm tiếp theo nhưng động cơ tiếp tục tỏ ra không đáng tin cậy. Trong khi việc sản xuất máy bay bị chậm lại chủ yếu bởi những trục trặc của động cơ, một mệnh lệnh từ Adolf Hitler là Me 262 cũng phải là một máy bay có nhiệm vụ ném bom khi đưa vào hoạt động. Những cải tiến khung máy bay đầy đủ được hoàn thành vào năm 1942, nhưng bị ngăn cản bởi thiếu động cơ, việc sản xuất không được bắt đầu cho đến năm 1944.
Sự chậm trễ trong việc cung cấp động cơ là do thiếu các nguyên liệu chính, đặc biệt là kim loại và hợp kim có thể chịu nhiệt lớn do động cơ sinh ra. Thậm chí khi những động cơ hoàn thành, nó chỉ được hy vọng hoạt động với tuổi thọ là 50 giờ, tuy nhiên trong những hoàn cảnh thực tế, nhiều chiếc 004 chỉ có tuổi thọ là 12 giờ. Một phi công lái Me 262 lâu năm đã cho biết động cơ 004 có thể hoạt động từ 20 đến 25 giờ. Việc thay thế động cơ 004 trên báo cáo là 3 giờ, nhưng do huấn luyện kém và trình độ của các nhân viên kỹ thuật yếu nên công việc này đã kéo dài từ 8 đến 9 giờ.
Động cơ phản lực có lực đẩy yếu hơn những động cơ pít-tông và như vậy gia tốc kém. Việc đưa nó vào hoạt động vào cuối cuộc chiến chỉ có một tác dụng nhỏ. Ngược lại, sức mạnh của động cơ phản lực tại những tốc độ cao có nghĩa là Me 262 có tốc độ lên cao rất tốt, điều này đã đưa lại cho máy bay phản lực một lợi thế lớn về tốc độ.
Với một động cơ, Me 262 vẫn bay tốt, với vận tốc là 280 đến 310 mph (450 km/h đến 500 km/h). Tuy nhiên người ta khuyến cáo các phi công tránh thử hạ cánh với tốc độ cao mà một động cơ có thể gây ra tai nạn. Me 262 có thể kéo dài thời gian bay từ 60 đến 90 phút.

## Lịch sử hoạt động

Động cơ của Me 262

Vào tháng 4-1944, Erprobungskommando 262 được hình thành ở Lechfeld ở Bavaria như một đơn vị thử nghiệm thử nghiệm để đưa Me 262 vào phục vụ và huấn luyện một số phi công cốt cán để lái máy bay mới. Thiếu tá Walter Nowotny được chỉ định làm chỉ huy vào tháng 7-1944, và đơn vị được đặt tên lại là Phi đội Nowotny. Phi đội Nowotny thực chất là một đơn vị thử nghiệm, nhưng nó có khác biệt đây là phi đội máy bay phản lực đầu tiên trên thế giới. Những cuộc thử nghiệm được tiếp tục chậm chạp với những mệnh lệnh ban đầu chống lại quân đồng minh vào tháng 8-1944, phi đội này đã hạ 19 máy bay của đồng minh trong khi 6 chiếc Me 262 bị bắn hạ, dù những tuyên bố này chưa bao giờ được xác minh với hồ sơ của không quân Hoa Kỳ. Bảo tàng không quân hoàng gia Anh không giữ những báo cáo mật về những chiếc máy bay của RAF tham gia vào trận chiến với Me 262 vào tháng 8-1944, dù có một báo cáo về cuộc chạm trán giữa một Me 262 và một chiếc DH98 Mosquito. Chính bản thân Nowotny đã bị bắn và chết vào 8 tháng 11-1944 bởi sĩ quan chỉ huy số 1 Edward Haydon "Bạn thân" của nhóm máy bay chiến đấu số 357, không quân Hoa Kỳ và đại úy Ernest "Feeb" Fiebelkorn thuộc nhóm máy bay chiến đấu số 20, không quân Mỹ. "Phi đội" sau đó được rút xuống làm nhiệm vụ huấn luyện và sửa lại chiến thuật trận đánh để tối ưu hóa sức mạnh của Me 262.
Vào tháng 1-1945, Jagdgeschwader 7 (JG7) được thành lập như một đơn vị máy bay chiến đấu phản lực thuần túy. Trong lúc đó một đơn vị ném bom - I Gruppe, Kampfgeschwader 54 (KG54) được tranh bị lại với Me 262 để sử dụng trong vai trò tấn công mặt đất và tiêm kích. Tuy nhiên, đơn vị này đã bị mất 12 máy bay trong khi thực hiện nhiệm vụ trong 2 tuần.
Jagdverband 44 (JV44) một đơn vị khác cũng được hình thành với trang bị Me 262 vòa tháng 2-1945, được chỉ huy bởi Adolf Galland. Galland là một chỉ huy nhiều kinh nghiệm và đơn vị này được biên chế những phi công chiến đầu từ các đơn vị thuộc Không quân Đức.
Trong suốt tháng 3, đơn vị máy bay chiến đấu Me 262 được tin tưởng để tiêu diệt các máy bay ném bom của quân đồng minh. Vào 18 tháng 3-1945, 37 chiếc Me 262 thuộc đơn vị JG7 đã tấn công một đơn vị quân đồng minh gồm 1.221 máy bay ném bom và 632 máy bay hộ tống. Họ đã bắn hạ 12 chiếc máy bay ném bom và 1 máy bay chiến đấu trong khi bị mất 3 chiếc Me 262. Dù một tỷ lệ là 4:1 chưa là câu trả lời cần để Không quân Đức tác động đến cuộc chiến. Vào năm 1943 và đầu năm 1944, không quân Hoa Kỳ có khả năng giữ khả năng hoạt động tấn công kéo dài trên tỷ lệ mức tổn thất là 5% và hơn nữa.
Một vài phiên bản huấn luyện 2 chỗ "B" của Me 262 đã được thích nghi với máy bay chiến đấu ban đêm, đầy đủ với ra-đa và ăng-ten "sừng hươu". Phục vụ trong đơn vị Bậc 10, chiến đấu ban đêm 11, một đơn vị máy bay chiến đấu ban đêm, gần Berlin, vài máy bay này đã thông báo tiêu diệt 13 chiếc Mosquito (Con muỗi) khi đang bay qua Berlin vào 3 tháng đầu năm 1945. Các đơn vị luôn thiếu phi công, và phần lớn phi công mới phải thực hiện các chuyến bay đầu tiên trên máy bay phản lực một chỗ và không có người hướng dẫn.

Me 262 phục chế đang bay

Me 262 rõ ràng đã báo hiệu sự kết thúc của máy bay động cơ pít-tông một máy bay chiến đấu hiệu quả. Trong một chuyến bay, Me 262 tăng tốc quá 800 km/h (500 mph), nhanh hơn 150 km/h (93 mph) so với bất kỳ máy bay chiến đấu nào của quân đồng minh hoạt động trên bầu trời Châu Âu thời ấy.
Phi công lái Me 262 Hauptmann Franz Schall đã được phong cấp "át" với 17 máy bay, trong đó bao gồm 6 máy bay ném bom và 10 máy bay chiến đấu P-51 Mustang, phi công cấp "át" lái máy bay chiến đấu ban đêm Kurt Welter thông báo đã hạ 25 chiếc Con muỗi và 2 chiếc máy bay ném bom 4 động cơ trong đêm và 2 chiếc Con muỗi vào ban ngày với Me 262. Một ứng cử viên khác cho danh hiệu "át" là Heinrich Bär với 16 máy bay bị hạ khi bay với Me 262.

### Chiến thuật tấn công máy bay ném bom của Me 262
Cách tiếp cận chống lại đội hình máy bay ném bom, với vận tốc tuần tra của Me 262 được thực hiện từ trên cao, Me 262 sẽ tiếp cận máy bay ném bom từ đằng sau trên độ cao lớn, sau đó lao xuống từ trên cao để tăng thêm vận tốc rồi nổ súng với pháo 30 mm trong khoảng cánh 600 m.
Những xạ thủ trên máy bay ném bom của quân đồng minh phát hiện những tháp nhỏ đặt súng của họ có những vấn đề về theo dõi máy bay phản lực. Tuy nhiên, vì cách tiếp cận theo đường thẳng của Me 262, tốc độ không thật sự quan trọng bằng việc tiêu diệt được mục tiêu, điều này rất khó vì máy bay phản lực khóa mục tiêu trong tầm bắn rất nhanh và chỉ lướt qua mục tiêu trong một thời gian ngắn.
Dần dần chiến thuật đánh mới được phát triển để chống lại những biện pháp phòng thủ của máy bay ném bom quân đồng minh. Me 262 trang bị mới với số lượng lớn pháo phản lực R4M có thể áp sát mục tiêu từ phía ngoài, khi mục tiêu đã ra khỏi phạm vi tầm bắn của súng trên máy bay. Loại pháo phản lực này rất mạnh, chỉ với 1 hoặc 2 quả đạn là đã có thể bắn hạ được loại B-17 Flying Fortress. Chiến thuật này tỏ ra hiệu quả nhưng nó lại được đề xuất quá muộn. Phương pháp này đã trở thành tiêu chuẩn trong những trận đánh chống lại máy bay ném bom, cho đến khi phát minh và trang bị tên lửa có điều khiển. Một vài tên riêng đã đặt cho chiến thuật này đó là "Bầy sói" (Wolfpack), nó được thực hiện với những máy bay chiến đấu, chúng sẽ bay thành từng nhóm 2 đến 3 máy bay, bắn rồi sau đó trở về căn cứ.
Vào 1 tháng 9-1944, tư lệnh không quân Hoa Kỳ Carl Andrew Spaatz tỏ ra lo lắng nếu có một số lượng lớn máy bay phản lực của Đức thực hiện chiến thuật trên, họ có thể phá hủy những máy bay ném bom hạng nặng của không quân Mỹ, đủ để quân đồng minh phải hủy bỏ những kế hoạch ném bom vào các mục tiêu của Đức Quốc xã.

### Chiến thuật chống Me 262 của quân đồng minh
Nhiều sự đánh giá của phi công máy bay ném bom quân đồng minh được trích dẫn thì họ ngạc nhiên bởi tốc độ của Me 262. Thông tin tình báo của quân đồng minh nhận thấy được sự phát triển máy bay phản lực của Đức Quốc xã, nhưng không phải mọi đơn vị chiến đấu đều được chỉ dẫn đầy đủ về loại máy bay Me 262, và nó có lẽ đúng để nói rằng tin tình báo của quân đồng minh đã đánh giá thấp tốc độ của Me 262.
Chiến thuật chống lại Me 262 được phát triển nhanh chóng từ những thất bại để tìm ra những cách đánh phù hợp khi Me 262 có tốc độ lớn hơn. Máy bay hộ tống của quân đồng minh đi kèm máy bay ném bom (đặc biệt là P-51) đã bay cao hơn đội hình của máy bay ném bom - sau khi phát hiện Me 262 chúng liền bổ nhào xuống để tấn công, việc lao từ trên cao xuống đã tăng thêm vận tốc cho máy bay như vậy làm giảm bớt lợi thế về tốc độ của Me 262. Me 262 có ít khả năng thao diễn hơn P-51 và những phi công huấn luyện của quân đồng minh có thể đuổi kịp Me 262; nhưng cách đáng tin cậy nhất là tấn công khi Me 262 đang hạ cánh, cất cánh và trên mặt đất. Do đó, các sân bay của Không quân Đức thường bị máy bay ném bom tầm trung tấn công thả bom, và máy bay chiến đấu của quân đồng minh sẽ tấn công các mục tiêu nào cố gắng hạ cánh xuống sân bay đó. Không quân Đức chống lại những hành động này bằng việc đặt những súng phòng không để bảo vệ Me 262 từ dưới đất, và chuẩn bị chỗ đậu cho máy bay.
Nhiều phương án thử nghiệm khác như dùng oxit nitơ trên chiếc P-51. Khi bám theo một chiếc Me 262, phi công có thể bơm nitơ vào nhiên liệu để tăng tốc nhanh.
Những máy bay tiêm kích khác của quân đồng minh chạm trán Me 262 gồm Supermarine Spitfire, Hawker Tempest của Anh và Lavochkin La-7 của Liên Xô. Ghi nhận máy bay quân đồng minh tiêu diệt chiếc Me 262 đầu tiên là vào 28 tháng 8-1944, do phi công J Myers và M.D. Croy lái P-47 Thunderbolt. Phi công Oberfeldwebel Hieronymus "Ronny" Lauer thuộc I KG(J) 51, khi đang hạ cánh đã đụng độ với máy bay quân đồng minh và bị phá hủy, đó là chiếc Me 262 đầu tiên bị phá hủy do tấn công oanh tạc. Chiếc Me 262 đầu tiên bị hạ trong không chiến vào 5 tháng 10-1944 bởi một tiêm kích Spitfire IX thuộc phi đội 401 RCAF. Phi công lái Me 262 là H. C. Butmann thuộc WNr 170093 của 3./KG51. Lavochkin La-7 là máy bay chiến đấu duy nhất của Liên Xô đã bắn hạ Me 262, với phi công "át" Ivan Nikitovich Kozhedub lái, anh đã hạ một chiếc Me 262 vào 15 tháng 2-1945 ở mặt trận phía Đông.

## Công việc nghiên cứu tốc độ cao
Willy Messerschmitt lưu tâm đến Me 262 như với một máy bay sản xuất tạm thời. Sự quan tâm của ông ta là trong chuyến bay tốc độ cao, chính điều này đã dẫn dắt ông ta bắt đầu công việc về loại cánh cụp vào năm 1940, hiển nhiên đến năm 1944 thì những phát triển tiên tiến đã có trong bản vẽ thiết kế của Willy. Me 262 HG I (Hochgeschwindigkeit, tốc độ cao) bay thử nghiệm vào năm 1944 chỉ có một sự biến đổi nhỏ so với máy bay tiêm kích, đáng chú ý nhất là một mái vòm buồng lái hạ thấp để giảm bớt việc kéo chốt, HG II và HG III có thiết kế xa hơn thiết kế đầu. Phiên bản HG II có một mái vòm kéo thấp, một cánh cụp góc 35° và cánh đuôi bướm. Máy bay HG III có một cái đuôi truyền thống, nhưng cánh cụp góc 45° và động cơ tuabin phản lực được lắp vào trong cánh.
Messerschmitt cũng chỉ đạo một loạt những chuyến bay thử được kiểm soát cẩn thận để sản xuất hàng loạt máy bay Me 262. Trong một thử nghiệm bổ nhào, Me 262 đã thiết lập một vận tốc bổ nhào không điều khiển đạt đến Mach 0.86, và nó không thể kiểm soát được khi máy bay bổ nhào dù phi công đã cố gắng. Kết quả của sự bổ nhào vượt quá tốc độ cho phép là khung máy bay sẽ bị hư hại do gia tốc G.

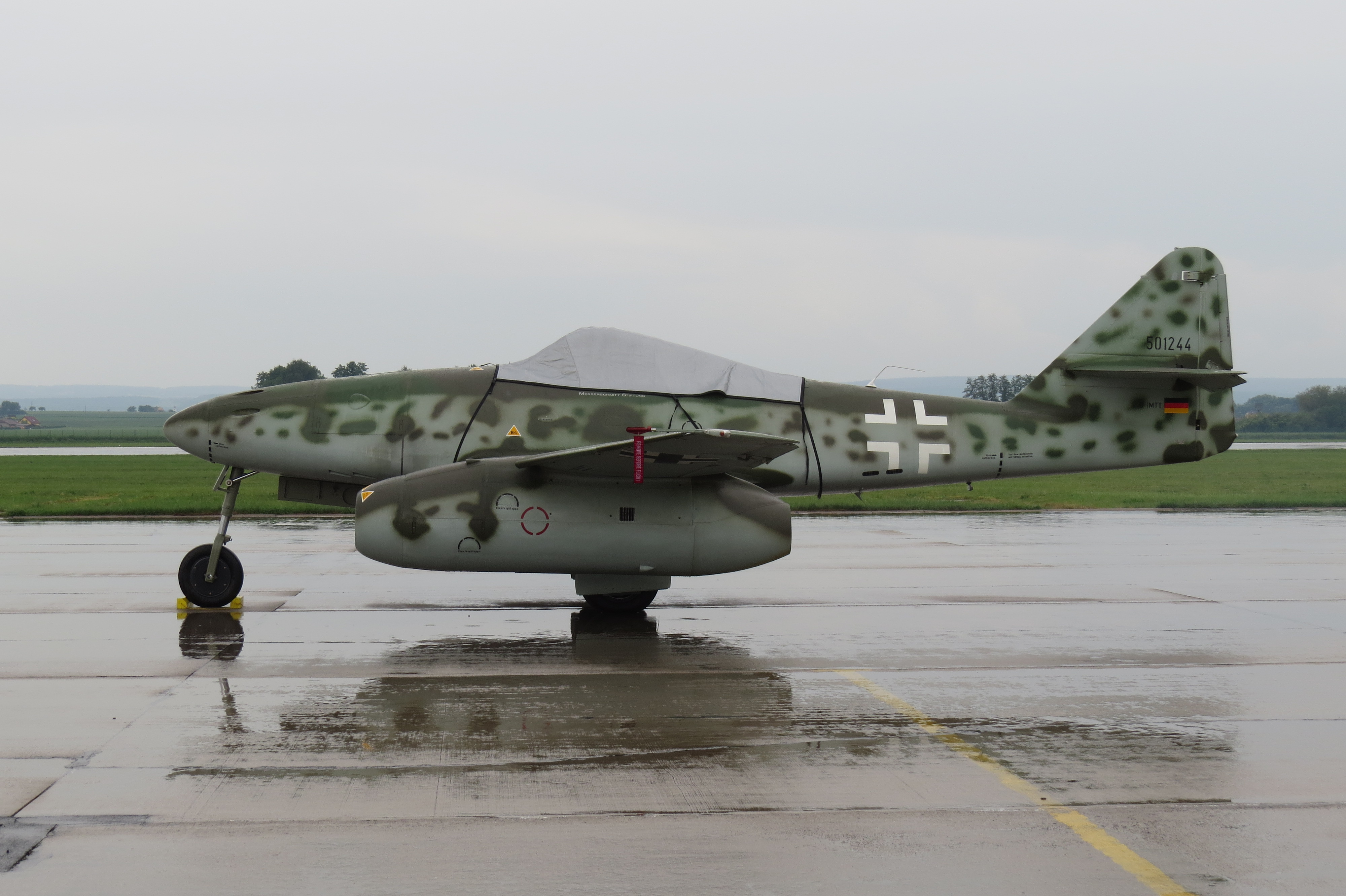
Me 262 trên đường băng

Seri HG của Me 262 được ước tính để có khả năng đạt đến tốc độ siêu âm khi bay, với vận tốc của HG III là Mach 0.96 trên cao 6 km. Dù có những kinh nghiệm trong việc bay với tốc độ cao trên thiết kế HG II và HG III, Messerschmitt không chấp nhận những nỗ lực để vượt qua giới hạn Mach 0.86 trên Me 262.
Sau chiến tranh, Tổ chức máy bay hoàng gia (RAE) Anh tại thời điểm đó là một trong những cơ quan hàng đầu nghiên cứu các công trình tốc độ cao, đã kiểm tra lại Me 262 để giúp cho người Anh vượt qua được hàng rào âm thanh. RAE đã đạt được tốc độ lên đến Mach 0.84 và xác nhận những thử nghiệm bổ nhào của Messerschmitt là chính xác. Những thử nghiệm tương tự được thực hiện bởi Liên Xô. Không có những nỗ lực để vượt qua giới hạn Mach được thực hiện bởi Messerschmitt.
Sau cái chết của Willy Messerschmitt, phi công Me 262 Hans Guido Mutke yêu cầu được công nhận là người đầu tiên vượt được bức tường âm thanh vào 9 tháng 4-1945 trên một chiếc Me 262, trong một sự bổ nhào thẳng đứng 90°. Tuyên bố này được bàn cãi rất nhiều do nó dựa vào trí nhớ của Mutke, mà những thử nghiệm làm lại đều dưới tốc độ âm thanh, không có một kết quả nào vượt tốc độ âm thanh. Hơn nữa, ống đo áp lực chất lỏng dùng để đo tốc độ trên máy bay có thể hiển thị sai lầm do sức ép sinh ra bên trong những ống dẫn tại những tốc độ cao. Cuối cùng, cấu cánh của Me 262 tương đối mỏng do đó nó không thể chịu được sức ép khi bay với vận tốc siêu âm.

## Sản xuất
Me 262 được không quân Đức lưu tâm để ý tới hàng đầu, mọi nguyên liệu đều được dồn vào việc sản xuất Me 262. Trong khi Đức đang phải chịu những cuộc ném bom liên tục từ phía đồng minh, việc sản xuất Me 262 đã phải chia ra nhiều nơi để chế tạo, và chỉ chế tạo được với số lượng nhỏ. Những nhà máy ngầm lớn được xây dựng để sản xuất Me 262, chúng được bảo vệ an toàn khỏi những máy bay ném bom, nhưng chiến tranh đã kết thúc trước khi chúng kịp hoàn tất. Vài thành phần hợp thành Me 262 được chế tạo trong những trại lao động cưỡng bức. Cuối cùng, khoảng 1.400 chiếc Me 262 thuộc mọi phiên bản đã được chế tạo. Do thiếu nhiên liệu, phi công và sân bay (đường băng bằng bê tông được khuyến cáo sử dụng bởi vì các động cơ phản lực có thể làm chảy lớp nhựa đường trên 1 đường băng trải nhựa), chỉ có khoảng 200 chiếc Me 262 được trang bị cho các đơn vị chiến đấu.

## Đánh giá và ảnh hưởng của thiết kế Me 262 sau chiến tranh
Sau khi kết thúc chiến tranh, những chiếc Me 262 và các công nghệ tiên tiến khác của Đức Quốc xã nhanh chóng rơi vào tay Mỹ, Anh và Liên Xô. Nhiều chiếc Me 262 đã được tìm thấy trong điều kiện đang chờ sửa chữa và đã bị thu giữ. Trong thời gian thử nghiệm ở Anh, Me 262 đã giúp cho Gloster Meteor có được những thông số quý giá. Điều này khiến Gloster Meteor nhanh hơn, có một buồng lái tốt hơn về bề mặt và phía sau (chủ yếu là khung vòm và sự mất màu do chất dẻo được dùng để chế tạo Meteor) và có hệ thống súng cao cấp hơn. Me 262 có phạm vi không chiến nhỏ hơn Meteor.
Không quân Hoa Kỳ so sánh P-80 Shooting Star và Me 262 đã kết luận: "Dù khác nhau trong trọng lượng gần 2.000 lb (907 kg), Me 262 có chất lượng cao hơn P-80 trong gia tốc, tốc độ và có vận tốc lên cao tương đương. Me 262 rõ ràng có một chỉ số tốc độ Mach cao, từ một quan điểm kéo theo, so với bất kỳ máy bay chiến đấu nào của không quân". Không quân cũng đã kiểm tra một mẫu Me 262A-1a/U3 (có số ký hiệu chuyến bay là FE-4012), một phiên bản trinh sát chụp ảnh. Nó được sử dụng cho việc so sánh hiệu suất đối với P-80. Trong cuộc thử nghiêm vào tháng 5/tháng 8-1946, máy bay đã hoàn thành 8 chuyến bay với 40 giờ 40 phút. Việc thử nghiệm bị gián đoạn sau khi có yêu cầu thay 4 động cơ trong suốt thời gian thử nghiệm.
Máy bay được xem xét cẩn thận, nó đã thêm vào kết quả trong việc phát triển máy bay phản lực của Mỹ và Liên Xô. F-86 Sabre có một số phần bị ảnh hưởng từ một số đặc tính của Me 262. F-86 sử dụng thiết kế thanh gỗ mỏng tương tự như Me 262 và một số phần của Me 262 được sử dụng trên mẫu đầu tiên.

Công nghiệp máy bay Tiệp Khắc được tiếp tục duy trì sản xuất phiên bản một chỗ và hai chỗ của Me 262 sau chiến tranh thế giới II. Chúng còn được sử dụng đến cuối năm 1957. Cả hai phiên bản hiện đang được trưng bày tại bảo tàng hàng không Praha ở Kbely.
Vào tháng 1-2003, dự án Me 262 của Mỹ hoàn thành bay thử nghiệm cho phép cung cấp những phiên bản gần chính xác của Me 262, bao gồm ít nhất 2 phiên bản 2 chỗ B-1c, 1 phiên bản một chỗ A-1c và 2 chiếc "convertibles" có thể dễ dàng được chuyển đổi giữa A-1c và B-1c. Tất cả động cơ là loại General Electric J85 và bổ sung những đặc tính an toàn như nâng cấp phanh, gia cố khung máy bay, bộ phận hạ cánh. Hậu tố "c" được chỉ định cho động cơ mới J-85 và được sự tán thành của Tổ chức Messerschmitt ở Đức. Chuyến bay thử nghiệm đầu tiên của phiên bản Me 262 A-1c (một chỗ) diễn ra vào tháng 8-2005. Chiếc máy bay đầu tiên thuộc quyền sở hữu tư nhân ở Mỹ, chiếc thứ 2 được giao cho Tổ chức Messerschmitt ở Manching, Đức. Chiếc máy bay này được bay thử nghiệm riêng vào cuối tháng 4-2006, và được xuất hiện trước công chúng vào tháng 5-2006 tại triển lãm hàng không Berlin 2006. Chiếc Me 262 mới này bay biểu diễn trước công chúng và nhiều người yêu thích máy bay đã được nhìn thấy Me 262 bay một lần nữa.

## Các phiên bản
- A-1a Schwalbe - sản xuất với phiên bản Jäger (chiến đấu) và Jabo (tiếng Đức: "Jagdbomber", máy bay chiến đấu ném bom).
  - A-1a/U1 - mẫu thứ nhất với 6 khẩu pháo được trang bị, 2 pháo MG 151 20 mm, 2 pháo Mk 103 30 mm, và 2 pháo MK 108 30 mm.
  - A-1a/U2 - mẫu thứ nhất với radar FuG 220 Lichtenstein SN 2 và ăn tên mảng Hirschgeweih, mẫu này được dùng như một máy bay chiến đấu ban đêm.
  - A-1a/U3 - phiên bản trinh sát giảm một số thứ, gắn camera RB20/30 ở mũi (đôi khi là một RB 20/20 và một RB 75/30). Giữ lại một pháo 30 mm.
  - A-1a/U4 - mẫu thứ 2 với 2 pháo chống tăng 50 mm ở mũi.
- A-1b - như A-1a nhưng động cơ BMW 003. Có 2 chiếc được chế tạo, được biết đến với những thiết lập thí nghiệm với vận tốc cực đại là 497 mph (800 km/h).
- A-2a Sturmvogel - phiên bản máy bay ném bom chớp nhoáng cuối cùng với 2 súng.
  - A-2a/U1 - mẫu thứ nhất với máy ngắm ném bom cải tiến.
  - A-2a/U2 - mẫu thứ hai.
- A-3a - phiên bản tấn công mặt đất trong đề án.
- A-4a - phiên bản trinh sát.
- A-5a - phiên bản trinh sát cuối cùng, sử dụng số nhỏ khi kết thúc chiến tranh.
- B-1a - phiên bản huấn luyện 2 chỗ.
  - B-1a/U1 - phiên bản huấn luyện B-1a cải tạo thành máy bay chiến đấu ban đêm, gắn radar FuG 218 Neptun.
- B-2 - phiên bản chiến đấu ban đêm trong đề án với thân kéo dài hơn.
- C-1a - mẫu thứ nhất trang bị tên lửa đánh chặn với tên lửa Walter ở cánh.
- C-2b - mẫu thứ nhất trang bị tên lửa đánh chặn với tên lửa được gắn ở dưới vở động cơ BMW.
- C-3a - mẫu thứ nhất trang bị tên lửa đánh chặn với tên lửa gắn ở dưới bụng.
- D-1 - phiên bản mang súng cối Jagdfaust trong đề án.
- E-1 - phiên bản trang bị pháo được phát triển từ A-1a/U4 trong đề án.
- E-2 - phiên bản trang bị 48 tên lửa R4M trong kế hoạch.

Thiết kế của Nhật Bản dựa trên mẫu Me 262:
- Nakajima Kikka

Phiên bản sau chiến tranh:
- Avia S-92 - Tiệp Khắc chế tạo từ A-1a.
- Avia CS-92 - Tiệp Khắc chế tạo từ B-1a.
- A-1c - máy bay cá nhân được chế tạo ở Mỹ, dựa trên mẫu A-1a.
- B-1c - máy bay cá nhân được chế tạo ở Mỹ, dựa trên mẫu B-1a.
- A/B-1c - máy bay cá nhân được chế tạo ở Mỹ, có thể thay đổi giữa A-1a và B-1a.

## Các nước sử dụng
- Tiệp Khắc: sau chiến tranh
- Đức Quốc xã: Luftwaffe

## Những chiếc còn tồn tại

Me 262 phục chế tại Hoa Kỳ

- Avia S-92 - Bảo tàng hàng không Kbely, Praha, Séc
- Avia CS-92 - Bảo tàng hàng không Kbely, Praha, Séc
- Me 262A-1a - Bảo tàng không quân quốc gia Hoa Kỳ, Wright-Patterson, Dayton Ohio
- Me 262A-2a - RAFM Hendon, Anh
- Me 262A-2a  - Đài kỷ niệm chiến tranh Australian, Canberra, Australia
- Me-262A-1b - Tổ chức Smithsonian, Washington, D.C.
- Me 262B-1a/U1 - Bảo tàng lịch sử quân sự quốc gia Nam Phi
- Me 262A - Bảo tàng quốc gia Đức, Munich, Đức
- Me-262A-1a/U3 - Bộ sưu tập máy bay Flying Heritage Collection
- Me-262B-1a/U4 - NAS Willow Grove, Pennsylvania
- Me262A - Shifnal, Shropshire, Anh
- Me 262A-1a - Bảo tàng không quân Đức, Đức (mô hình theo tỷ lệ chính xác Me 262)

## Các đơn vị trang bị Me 262
- Erprobungskommando 262 (Ekdo.- 262) III./ZG 26
- Einsatzkommando Schenk (E-51) 3./KG 51 "Edelweiß"
  - I./KG 51
  - II./KG 51
  - IV./(Erg.)51
- Kommando Nowotny III./JG 6
- Ergänzungsjagdgeschwader 2 - EJG 2
- Kampfgeschwader (Jagd) 54 - KG(J)54
  - I./KG(J)54
  - II./KG(J)54
  - III./KG(J)54
- Kommando Welter  10./NJG 11
- Nahaufklärungsgruppe 6 - NAGr.6
- Jagdgeschwader 7 - JG 7
  - I./JG 7
  - II./JG 7
  - III./JG 7
- Jagdverband 44 - JV 44 (Gallands "Experten")

## Thông số kỹ thuật (Messerschmitt Me 262 A-1a)

Messerschmitt Me 262

### Đặc điểm riêng
- Phi đoàn: 1
- Chiều dài: 10.60 m (34 ft 9 in)
- Sải cánh: 12.51 m (41 ft 0 in)
- Chiều cao: 3.50 m (11 ft 6 in)
- Diện tích cánh: 21.7 m² (234 ft²)
- Trọng lượng rỗng: 3.800 kg (8.400 lb)
- Trọng lượng cất cánh: 6.400 kg (14.100 lb)
- Trọng lượng cất cánh tối đa: 7.130 kg (15.720 lb)
- Động cơ: 2× động cơ phản lực Junkers Jumo 004B-1, công suất 8.8 kN (1.980 lbf) mỗi chiếc

### Hiệu suất bay
- Vận tốc cực đại: 870 km/h (541 mph)
- Tầm bay: 1.050 km (652 mi)
- Trần bay: 11.450 m (37.565 ft)
- Vận tốc lên cao: 1.200 m/min (3.900 ft/min)
- Lực nâng của cánh: N/A
- Lực đẩy/trọng lượng: 0.28

### Vũ khí
- 4x pháo MK 108 30 mm (A-2a: 2 pháo)
- 2x 250 kg (550 lb) bom (chỉ có A-2a)
- 24x 55 mm (2.2 in) tên lửa R4M

## Liên kết
- Stormbirds - Official home of the Me 262 Project, and several Me 262 related features
- The Messerschmitt Me 262 from Greg Goebel's AIR VECTORS
- The archive about the assignment of persons and material of the German Air Force in the Second World War
- German Me262 Footage Lưu trữ ngày 26 tháng 11 năm 2005 tại Wayback Machine - Watch combat footage of Me262s
- German Jet Aces of the Luftwaffe Lưu trữ ngày 11 tháng 7 năm 2015 tại Wayback Machine
- Warbird Alley: Me 262 page - History, specs, photos and links
- ME 262 at an Airshow in Berlin 2006 Lưu trữ ngày 15 tháng 6 năm 2006 tại Wayback Machine
- ME 262 page at Aviation enthusiast Corner Lưu trữ ngày 6 tháng 10 năm 2008 tại Wayback Machine
- Giới thiệu sơ Me 262

## Nội dung liên quan

### Máy bay có cùng sự phát triển
- Focke-Wulf Ta 183 - máy bay phản lực tiên tiến kế thừa Messerschmitt Me 262.

### Máy bay có tính năng tương đương
- Heinkel He 280
- Nakajima J9Y
- Nakajima Ki-201
- Gloster Meteor - máy bay phản lực chiến đấu đầu tiên của quân đồng minh.
- Bell P-59A - máy bay phản lực đầu tiên của Mỹ.
- P-80 Shooting Star - máy bay chiến đấu phản lực đầu tiên của Mỹ.
- Nakajima Kikka - máy bay Nhật Bản phát triển từ Me 262.
- Sukhoi Su-9 (1946) - máy bay phản lực ban đầu của Liên Xô.